# فرانشيسكو كافالي
 فرانشيسكو كافالي  اسمه الحقيقي بيير فرانشيسكو كاليتي بروني، ولد في الرابع عشر من شباط (فبراير) من العام 1602 في كريما في مقاطعة كريمونا في لومبارديا في شمال إيطاليا و توفي في الرابع عشر من كانون الثاني (يناير) من العام 1676 في البندقية. هو ملحن وعازف أرغن. إتخذ اسم حاميه البندقي لنفسه.

## حياته
ابتدأ كمؤدٍّ في كنيسة سان ماركو في البندقية في العام 1616 ثم عازف مساعد سنة 1639 ثم عازف سنة 1665 ثم مسؤولًا عن الكنيسة بعد ثلاث سنوات. رغم ذلك فقد عرف بأوبراواته.

بدأ بكتابة المسرح عام 1936 (Le Nozze di Teti e di Peleo) فحاز على شهرة ساطعة. دعي إلى باريس عام 1660 لإنتاج أوبرا(Xerse)، حيث سيعود مرّة أخرى في العام 1662 ليعرض عمله (Ercole amante) في اللوفر بمناسبة قران لويس الرابع عشر ملك فرنسا. توفي في البندقية.

## عمله وتأثيره
لربما كان كافالي من أهم الملحنين في زمنه. فهو بعكس كلاوديو مونتيفيردي لم يستعمل سوى بضع آلاتٍ وترية لقلّة إمكانيات دور الأوبرا العامة في ذلك الزمان.

## روابط خارجية
- فرانشيسكو كافالي على موقع IMDb (الإنجليزية)
- فرانشيسكو كافالي على موقع الموسوعة البريطانية (الإنجليزية)
- فرانشيسكو كافالي على موقع ميوزك برينز (الإنجليزية)
- فرانشيسكو كافالي على موقع إن إن دي بي (الإنجليزية)
- فرانشيسكو كافالي على موقع أول ميوزيك (الإنجليزية)
- فرانشيسكو كافالي على موقع ديسكوغز (الإنجليزية)